# Jekatěrina Šulmanová
Jekatěrina Michajlovna Šulmanová (rusky Екатерина Михайловна Шульман, rozená Zaslavská; * 19. srpna 1978, Tula) je ruská politoložka specializující se na zákonodárný proces. Bývalá profesorka na Ruské prezidentské akademii národního hospodářství a veřejné správy. Je spolupracovnicí britského institutu mezinárodních vztahů Chatham House, původce takzvaného pravidla Chatham House.
V letech 2018–2019 působila jako členka Rady prezidenta Ruské federace pro rozvoj občanské společnosti a lidských práv. 21. října 2019 byla z této funkce odvolána. Je spolupracovnicí ruské opoziční rozhlasové stanice Echo Moskvy a publikuje na vlastním youtubovém kanále.
15. dubna 2022 ji ruské ministerstvo spravedlnosti zařadilo na seznam takzvaných zahraničních agentů. Ruské ministerstvo vnitra po ní koncem března 2025 vyhlásilo pátrání, důvod pátrání není zřejmý.